# Gran Premi de Gran Bretanya del 1968

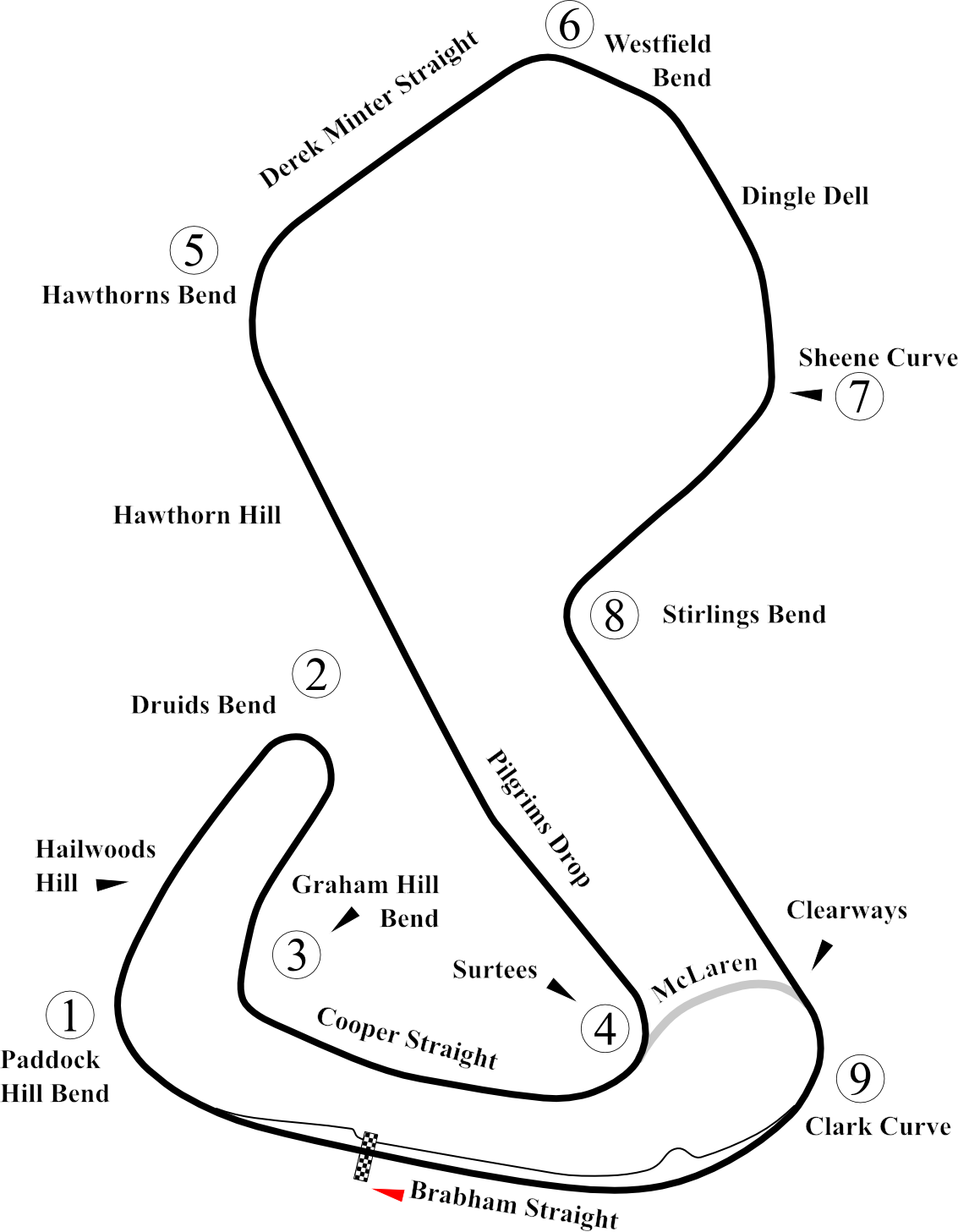
Mapa del Circuit de Brands Hatch.

Resultats del Gran Premi de la Gran Bretanya de Fórmula 1 de la temporada 1968, disputat al circuit de Brands Hatch el 20 de juliol del 1968.

## Resultats
| Pos | No | Pilot                | Equip           | Voltes | Temps/ Retirada       | Pos. de sortida | Punts |
| --- | -- | -------------------- | --------------- | ------ | --------------------- | --------------- | ----- |
| 1   | 22 | Jo Siffert           | Lotus - Ford    | 80     | 2h 01' 20. 3          | 4               | 9     |
| 2   | 5  | Chris Amon           | Ferrari         | 80     | + 4.4 s               | 3               | 6     |
| 3   | 6  | Jacky Ickx           | Ferrari         | 79     | + 1 Volta             | 12              | 4     |
| 4   | 1  | Denny Hulme          | McLaren - Ford  | 79     | + 1 Volta             | 11              | 3     |
| 5   | 7  | John Surtees         | Honda           | 78     | + 2 Voltes            | 9               | 2     |
| 6   | 14 | Jackie Stewart       | Matra - Ford    | 78     | + 2 Voltes            | 7               | 1     |
| 7   | 2  | Bruce McLaren        | McLaren - Ford  | 77     | + 3 Voltes            | 10              |       |
| 8   | 20 | Piers Courage        | BRM             | 72     | + 8 Voltes            | 16              |       |
| Ret | 4  | Jochen Rindt         | Brabham - Repco | 55     | Pèrdua de combustible | 5               |       |
| Ret | 10 | Pedro Rodríguez      | BRM             | 52     | Motor                 | 13              |       |
| NC  | 19 | Silvio Moser         | Brabham - Repco | 52     | No Classificat        | 19              |       |
| Ret | 9  | Jackie Oliver        | Lotus - Ford    | 43     | Transmissió           | 2               |       |
| Ret | 16 | Robin Widdows        | Cooper - BRM    | 34     | Encesa                | 18              |       |
| Ret | 8  | Graham Hill          | Lotus - Ford    | 26     | Palier                | 1               |       |
| Ret | 15 | Vic Elford           | Cooper - BRM    | 26     | Motor                 | 7               |       |
| Ret | 18 | Jean Pierre Beltoise | Matra           | 11     | Motor                 | 14              |       |
| Ret | 11 | Richard Attwood      | BRM             | 10     | Radiador              | 15              |       |
| Ret | 24 | Dan Gurney           | Eagle - Weslake | 8      | Bomba del combustible | 6               |       |
| Ret | 23 | Jo Bonnier           | McLaren - BRM   | 6      | Motor                 | 20              |       |
| Ret | 3  | Jack Brabham         | Brabham - Repco | 0      | Motor                 | 8               |       |

## Altres
- Pole: Graham Hill 1' 28. 9

- Volta ràpida: Jo Siffert 1' 29. 7 (a la volta 42)